# Тургайська область (Казахстан)
50°0′0″ пн. ш. 65°0′0″ сх. д. / 50.00000° пн. ш. 65.00000° сх. д.
Тургайська область (каз. Торғай облысы) — адміністративна одиниця у складі Казахської РСР та Республіці Казахстан у 1970—1988 і 1990—1997 роках. Адміністративний центр — Аркалик.

## Географія
Область розташовувалась у центральній частині Казахстану, у басейні річок Ішим та Тургай. Площа — 111,9 тис. км². Межувала з Актюбінською, Кустанайською, Кокчетавською, Целиноградською та Джезказганською областями.

## Історія
23 листопада 1970 року зі східних та південних районів Кустанайської області та західних районів Цілиноградської області була утворена Тургайська область із центром у місті Аркалик у складі Казахської РСР. 2 червня 1988 року область скасовано.
17 серпня 1990 року постановою Президії Верховної Ради Казахської РСР область була відновлена в її колишніх межах, до її складу було включено: місто Аркалик (адміністративний центр), Амангельдинський, Аркалицький, Джангельдинський, Жовтневий райони Кустанайської області, Державінський, Єсильський, Жаксинський, Жандалинський, Киймінський райони Целіноградської області.
Крім того, у складі Тургайської області було відновлено Амантогайський район у його колишніх кордонах з адміністративним центром у селі Жалдама з включенням до складу району Амантогайської, Жалдамінської та Шакпакської сільрад Амангельдинського району, Гірницької, Мирної, Тастинської сільрад Аркалицького району, Карисалдинської сільради Державінського району, а також Буйректальської, Жовтневої, Степняцької сільрад Наурзумського району Кустанайської області.
Із 16 грудня 1991 року у складі Республіки Казахстан. 22 квітня 1997 року указом президента Казахстану Тургайську область було ліквідовано, до складу Акмолінської області було передано території Державінського, Жаксинського, Жанадалінського, Єсільського та Кіймінського районів, а до складу Кустанайської області було передано території міста Аркалика, Аркалицького, Амангельдинського, Амантодінського, Джангельдинського та Жовтневого районів.

## Адміністративний поділ
У 1988 році до складу Тургайської області входило: 1 місто обласного підпорядкування Аркалик та 9 районів:
| №  | Район            | Центр       | Населення (1989), чол. |
| -- | ---------------- | ----------- | ---------------------- |
| 1  | Аркалик          | Аркалик     | 62 367                 |
| 2  | Амангельдинський | Амангельди  | 27 998                 |
| 3  | Аркалицький      | Батьківщина | 23 216                 |
| 4  | Державінський    | Державінськ | 30 634                 |
| 5  | Джангельдинський | Торгай      | 28 765                 |
| 6  | Єсільський       | Єсіль       | 44 466                 |
| 7  | Жаксинський      | Жакси       | 20 542                 |
| 8  | Жаркаїнський     | Тасти-Талди | 13 058                 |
| 9  | Жаксинський      | Кіїма       | 21 110                 |
| 10 | Октябрський      | Октябрське  | 22 852                 |

## Населення

### Національний склад
В області за переписом 1970 року мешкали: казахи (32,5 %), росіяни (33,7 %), українці (15 %), а також німці (5,2 %), білоруси (4,7 %), татари, узбеки, башкири, марійці, чуваші, молдовани, удмурти, мордва та ін. Середня щільність населення — 2,3 особи на 1 км². Міське населення становило 31 % (80 тис. чол., 1975).

## Економіка
В економіці переважали неполивне зернове землеробство і м'ясо-вовняне тваринництво, що поєднуються з промисловістю, що базується на них, з переробки сільськогосподарської сировини. Видобуток корисних копалин.

### Енергетика
Енергетика базувалася на привізному паливі. Невеликі ТЕЦ використовували карагандинське та екібастузьке вугілля, а також буре вугілля (південна частина Кушмурунського басейну). Головні галузі промисловості: гірничорудна (видобуток та первинна обробка бокситів та вогнетривких глин в Аркалику), виробництво будівельних матеріалів, харчова (борошномельна, маслоробна, м'ясна) та легка (первинна обробка вовни). Більшість частина промислових підприємств розташовувалась в Аркалику і частково в Єсілі та Державінську (харчова промисловість, виробництво будівельних матеріалів).

### Сільське господарство
Серед сільськогосподарських угідь (10300000 га в 1974) переважали пасовища (6700000 га, або понад 65 %); сіножаті становили 263 тис. га, рілля — 2,9 млн га (28 % сільськогосподарських угідь), у тому числі 2,0 тис. га зрошуваної. У сільському господарстві на продукцію землеробства в 1974 припадало 64 % (43 % у 1965), а на продукцію тваринництва — 36 % (57 % у 1965).
На північному сході Тургайської області (головним чином у басейні річки Ішим) було розвинене неполивне зернове землеробство, що поєднується з напівстійловим м'ясо-молочним скотарством, свинарством, птахівництвом та тонкорунним вівчарством. На південному заході (басейн річки Тургай) — більш посушливої території — відгонно-пасовищне тваринництво (м'ясо-сальне та м'ясо-шерсте вівчарство, конярство і верблюдівництво; була велика рогата худоба). У Тургайській області в 1975 було 112 радгоспів, 2 колгоспи та сільськогосподарська дослідна станція (в Єсільському районі). Посівна площа 1975 становила 2879 тис. га, зокрема під зерновими культурами 2503 тис. га (87 % площі посівів), переважно під ярою пшеницею (2211 тис. га). Вирощувалися також просо (64 тис. га — на південному сході), ячмінь та кормові культури (369 тис. га), у тому числі багаторічні трави та кукурудза на зелений корм. Під картоплею та овочами було зайнято 6,1 тис. га (у тому числі на зрошуваних землях 1,6 тис. га). Основну масу поголів'я худоби становили вівці та кози (1033,8 тис. голів на 1 січня 1975 року); розводили також велику рогату худобу (247,1 тис., у тому числі 78,0 тис. корів), свиней (232,1 тис. голів), свійську птицю (велика птахофабрика в Аркалику), коней (39,5 тис. корів). У напівпустельних районах і по берегах озер було розвинене полювання.

## Транспорт
Протяжність залізниць — 475 км (1974); територію Тургайської області із П.-З. на С. перетинали ділянку Південно-Сибірської магістралі (Магнітогорськ — Целіноград), залізнична гілка Єсіль — Аркалик. Довжина автомобільних доріг — 4,4 тис. км (1974), у тому числі 1902 км із твердим покриттям; найважливіші з них: Кустанай — Аркалик, Атбасар — Кіїма — Державінськ — Амангельди — Торгай, Єсіль — Державінськ. Тургайська область пов'язана повітряним сполученням з Москвою, Алма-Атою, Кустанаєм, Цілиноградом та ін. районами.

## Культура та охорона здоров'я
До 1917 року було 40 загальноосвітніх шкіл (близько 1,3 тис. учнів), середньо спеціальних та вищих навчальних закладів не було. У 1975/1976 навчальному році у 276 загальноосвітніх школах усіх видів навчалося 70,2 тис. учнів, у 8 професійно-технічних навчальних закладах системи Держпрофобра СРСР 3 тис. учнів, у 3 середніх спеціальних навчальних закладах 2,6 тис. учнів, у педагогічному інституті в Аркалику 1,3 тис. студентів У 1975 у 170 дошкільних закладах виховувалося 12,6 тис. дітей.
На 1 січня 1975 року працювали 257 масових бібліотек (1727 тис. примірників книг та журналів), обласний історико-краєзнавчий музей в Аркалиці та Меморіальний музей Амангельди Іманова в селі Амангельди, обласний музично-драматичний театр в Аркалиці, 228 клубних установ, 312 кіноустановок. Виходили обласні газети «Торгай тани» («Тургайська зоря»; казахською мовою, з 1971), «Тургайська новина» (з 1971). Область приймала програми Всесоюзного (8 годин на добу) та Республіканського (10,5 годин на добу) радіо; місцеві радіопередачі велися казахською та російською мовами 1,5 год. на добу.
У Тургайській області на 1 січня 1976 року було 47 лікарняних закладів на 3,1 тис. ліжок (11,3 ліжка на 1 тис. жителів); працювало 418 лікарів (1 лікар на 622 мешканців).

## Акіми
Тургайський обласний комітет КП Казахстану
Шаблон: Голови Тургайського облвиконкому
1. Кулагін Сергій Віталійович (лютий 1992 — червень 1993)
2. Косабаєв Жакан (червень 1993 — жовтень 1995)
3. Бринкін Віталій Олексійович (жовтень 1995 — квітень 1997)